# Джонсон, Рон (бейсболист)
Роналд Дэвид Джонсон (англ. Ronald David Johnson; 23 марта 1956, Лонг-Бич, Калифорния — 26 января 2021, Мерфрисборо, Теннесси) — американский бейсболист и тренер. Выступал на позиции игрока первой базы. В Главной лиге бейсбола играл с 1982 по 1984 год. После завершения игровой карьеры тренировал команды младших лиг, в течение двух сезонов входил в тренерский штаб клуба «Бостон Ред Сокс».

## Биография
Рон Джонсон родился 23 марта 1956 года в Лонг-Биче в Калифорнии. В бейсбол начал играть в детстве, включался в число участников Матча всех звёзд Северо-Восточной детской лиги. Учился в старшей школе Гарден-Гроув, затем поступил в подготовительный колледж в Фуллертоне. Один сезон отыграл в составе его футбольной команды на позиции линейного нападения, но затем сосредоточился на бейсболе.

### Карьера игрока
На драфте Главной лиги бейсбола 1976 года был выбран клубом «Лос-Анджелес Энджелс», но от подписания контракта отказался. В 1977 году перевёлся в университет штата Калифорния во Фресно. В составе его команды выигрывал чемпионат Бейсбольной ассоциации Северной Калифорнии, признавался самым ценным игроком конференции. В выпускной год отбивал с показателем 43,5 % и вошёл в состав сборной звёзд NCAA.
В 1978 году был задрафтован клубом «Канзас-Сити Роялс», начав профессиональную карьеру. В Главной лиге бейсбола дебютировал в сентябре 1982 года, до конца сезона сыграл восемь матчей, отбивая с показателем 28,6 %. Весной 1983 года Джонсон претендовал на место запасного игрока первой базы, но в составе команды остался только как третий кэтчер. Большую часть чемпионата он провёл в AAA-лиге, выступая за «Омаху Роялс», за главную команду сыграл девять матчей.
В декабре 1983 года был обменян в «Монреаль Экспос» на питчера Тома Диксона. В следующем сезон сыграл в пяти матчах, а после его окончания был отчислен. В 1985 году выступал в составе фарм-команд систем «Детройта» и «Чикаго Уайт Сокс», после чего завершил карьеру.

### Тренерская деятельность

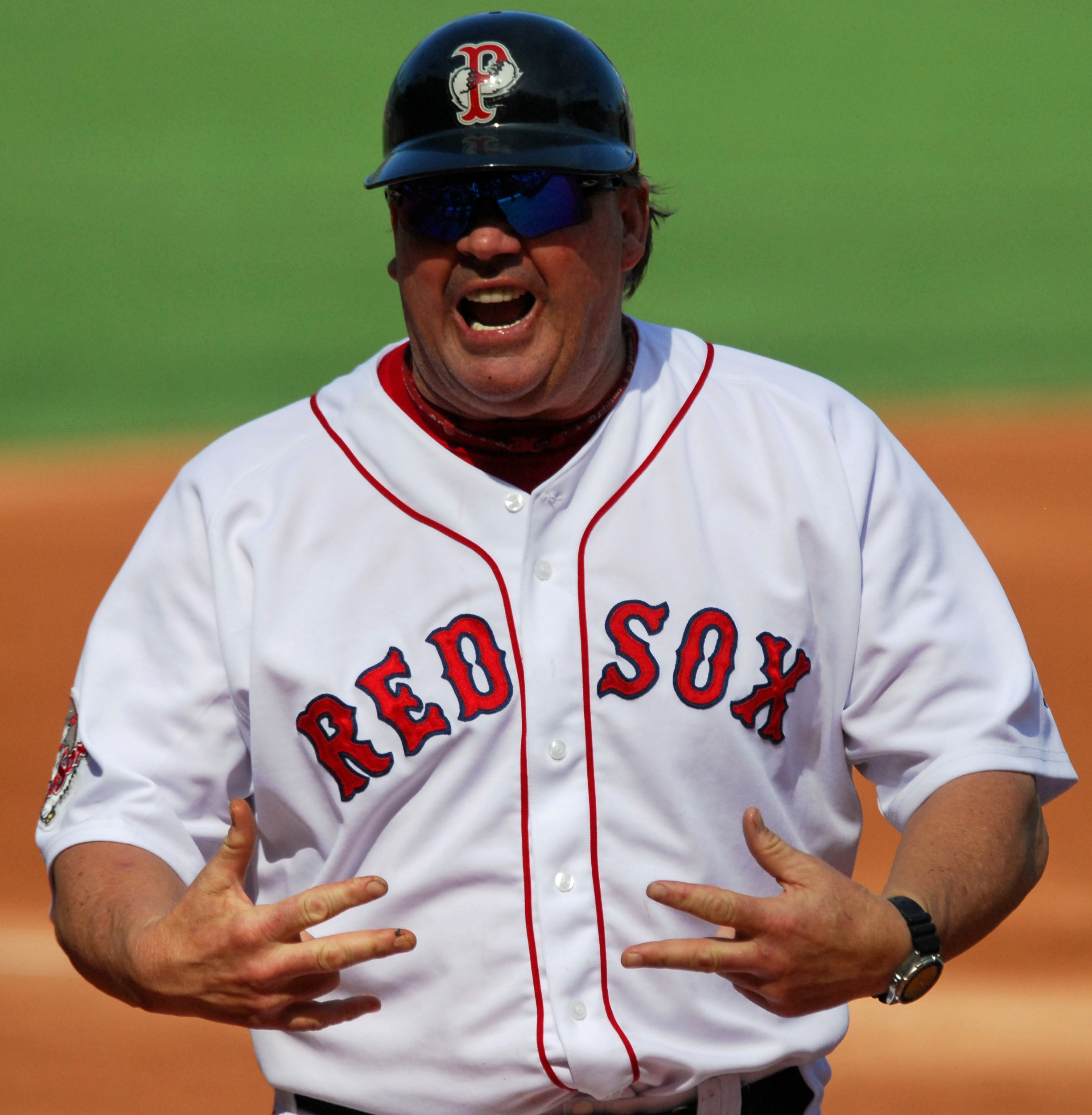
Рон Джонсон в 2009 году.

Закончив играть, Джонсон работал продавцом ковров во Флориде. В 1987 году он получил предложение работы от «Канзас-Сити», начав тренерскую карьеру в фарм-команде «Роялс» в Лиге штата Флорида. В 1992 году был назначен главным тренером команды, в первый же сезон вывел её в плей-офф. Затем тренировал команды «Уичито Рэнглерс» и «Омаха Роялс». Среди спортсменов, с которыми Джонсон работал в младших лигах, были будущие игроки Главной лиги бейсбола Джонни Деймон, Майкл Такер и Майк Суини.
В начале 2000-х годов перешёл в фарм-систему «Бостон Ред Сокс». С 2005 по 2009 год занимал пост главного тренера «Потакет Ред Сокс», где тренировал Кевина Юкилиса и Дастина Педрою. В сезоне 2008 года команда одержала рекордные для себя 85 побед. В 2010 году вошёл в тренерский штаб Терри Франконы, где работал на первой базе. После окончания сезона 2011 года покинул «Ред Сокс».
С 2012 по 2018 год работал с командой «Норфолк Тайдс», входившей в систему «Балтимора». В 2015 году признавался Менеджером года в Международной лиге, по состоянию на 2021 год был самым побеждающим тренером в истории «Тайдс». Возглавляемые им команды младших лиг суммарно выиграли 1752 матча.
После окончания карьеры жил в Теннесси. Был женат, воспитывал пятерых детей. Его сын Крис стал профессиональным бейсболистом, играл в Главной лиге бейсбола с 2009 по 2016 год.
Рон Джонсон скончался 26 января 2021 года в больнице в Мерфрисборо в возрасте 64 лет. Причиной смерти стали осложнения COVID-19.